# Le Dieu solitaire
Le Dieu solitaire (The Lonely God) est une nouvelle d'Agatha Christie.
Initialement publiée en juillet 1926 dans la revue The Royal Magazine au Royaume-Uni, cette nouvelle a été reprise en recueil en 1997 dans While the Light Lasts and Other Stories au Royaume-Uni. Elle a été publiée pour la première fois en France dans le recueil Tant que brillera le jour en 1999.
Le titre initialement voulu par Agatha Christie était The Little Lonely God, mais le titre imposé par la rédaction de la revue (The Lonely God) est resté.

## Publications
Avant la publication dans un recueil, la nouvelle avait fait l'objet de publications dans des revues :
- en juillet 1926, au Royaume-Uni, dans le no 333 (vol. 55) de la revue The Royal Magazine[1],[2], avec des illustrations de H. Coller.

La nouvelle a ensuite fait partie de nombreux recueils :
- en 1997, au Royaume-Uni, dans While the Light Lasts and Other Stories[1] (avec 8 autres nouvelles) ;
- en 1997, aux États-Unis, dans The Harlequin Tea Set and Other Stories[1] (avec 8 autres nouvelles) ;
- en 1999, en France, dans Tant que brillera le jour (adaptation du recueil britannique de 1997).